# DB Mobil

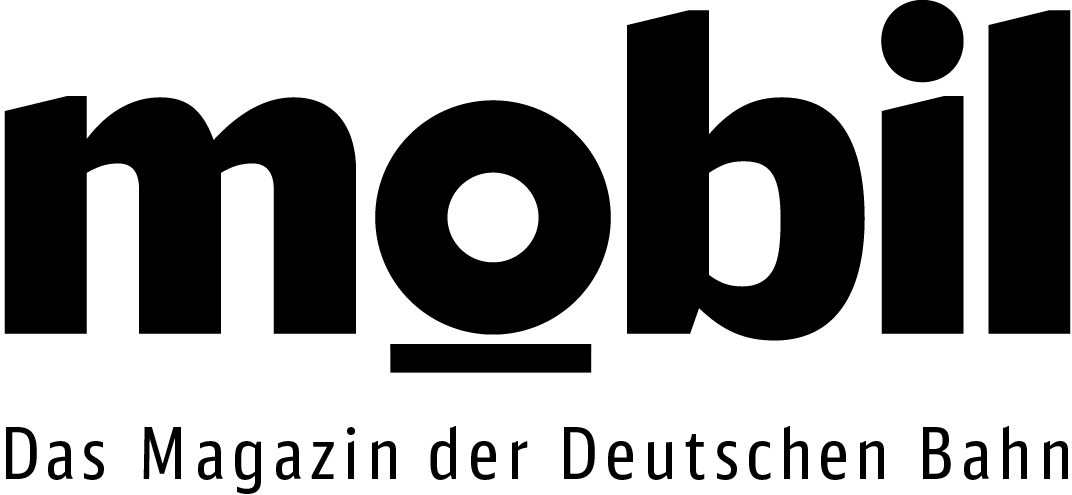
Logo bis 2016

DB Mobil ist ein Kundenmagazin der Deutschen Bahn, das zunächst im Druckformat und seit Januar 2023 nur noch online erscheint.

## Geschichte
mobil war seit Januar 1999 die Bezeichnung der Kundenzeitschrift der Deutschen Bahn. Zuvor, ab 1995, trug sie die Bezeichnung ZUG. Für Menschen unterwegs. Davor, seit 1990, hatte die Zeitschrift den Titel Intercity. Vorgänger ist das Kundenmagazin Die Schöne Welt der Deutschen Bundesbahn.
Das Magazin erschien jeweils zum Monatsanfang zwölfmal pro Jahr und umfasste je Ausgabe etwa 100 Seiten. Es lag kostenlos in vielen DB Fernzügen (ICE, IC, EC), einigen Regionalzügen, Reisezentren und DB Lounges aus. Es wurde im Auftrag der Deutschen Bahn von der Agentur Territory, einer Tochtergesellschaft von Gruner + Jahr, produziert.
Das gedruckte Magazin gab es in dieser Form seit März 2016. Im Januar 2001 war die Zeitschrift im Rahmen einer größeren Neuausrichtung des Produktportfolios der Deutschen Bahn neu gestaltet worden. Zur Märzausgabe 2007 folgte eine weitere Neugestaltung. Ebenso im März 2016.
Die Dezember-Ausgabe 2022 war die letzte gedruckte Ausgabe der mobil. Seit Januar 2023 ist sie nur noch online abrufbar. Die gedruckten Ausgaben März 2016 bis Dezember 2022 stehen zusätzlich weiterhin online zur Verfügung.

## Layout und Gliederung
Charakteristisch war das Titelblatt mit einem prominenten Gesicht. Diese Person wurde stets im Magazin vorgestellt, mitunter auch interviewt. Bei dem August-2017-Heft wurde hiervon abgewichen und die zweihundertste Ausgabe mit einer Collage der bisherigen Titelhelden und großem Preisrätsel gefeiert.
Das Blatt gliederte sich in vier Heftbereiche:
- FAHRPLAN  (Tipps für den jeweiligen Monat)
- Lesestücke (nationale und internationale Reiseziele, Reisereportagen, Berichte und Interviews aus den Bereichen Fernsehen, Film, Musik, Bildende Kunst und Bühne, 2 Kinderseiten)
- DB WELT (Reports, Nachrichten, Hintergrundberichte über die DB und aktuelle DB-Angebote)

Die Sparten umfassten jeweils etwa 10 bis 30 Seiten, die sich in einzelne und unterschiedlich lang gehaltene Artikel gliedern. Viele Beiträge waren reich bebildert, manche bis zu sieben Seiten lang. Das Magazin begann mit dem Vorwort der Chefredaktion, auf der letzten Seite stand die Rubrik Unterwegs mit …, in der eine Prominente / ein Prominenter in einem Interview zu Reise-Erlebnissen und Persönlichem befragt wird. Das dazugehörige Foto zeigte die Interview-Partner immer auf einem DB-Bahnhof bzw. am Bahnsteig.

## Auszeichnungen
Bei den Mercury Awards 2009, einem zum 22. Mal vergebenen, internationalen Medienpreis mit 980 Einsendungen, wurde die Zeitschrift in der Kategorie Travel/Tourism mit dem dritten Platz ausgezeichnet. Beim Best of Corporate Publishing Award 2009 erhielt die Zeitschrift in der Kategorie B2C/Tourismus/Reisen Gold, 2010 und 2011 jeweils Silber in den beiden Kategorien B2C/Tourismus/Reisen und Sonderpreis Green Publishing.